# Weegee

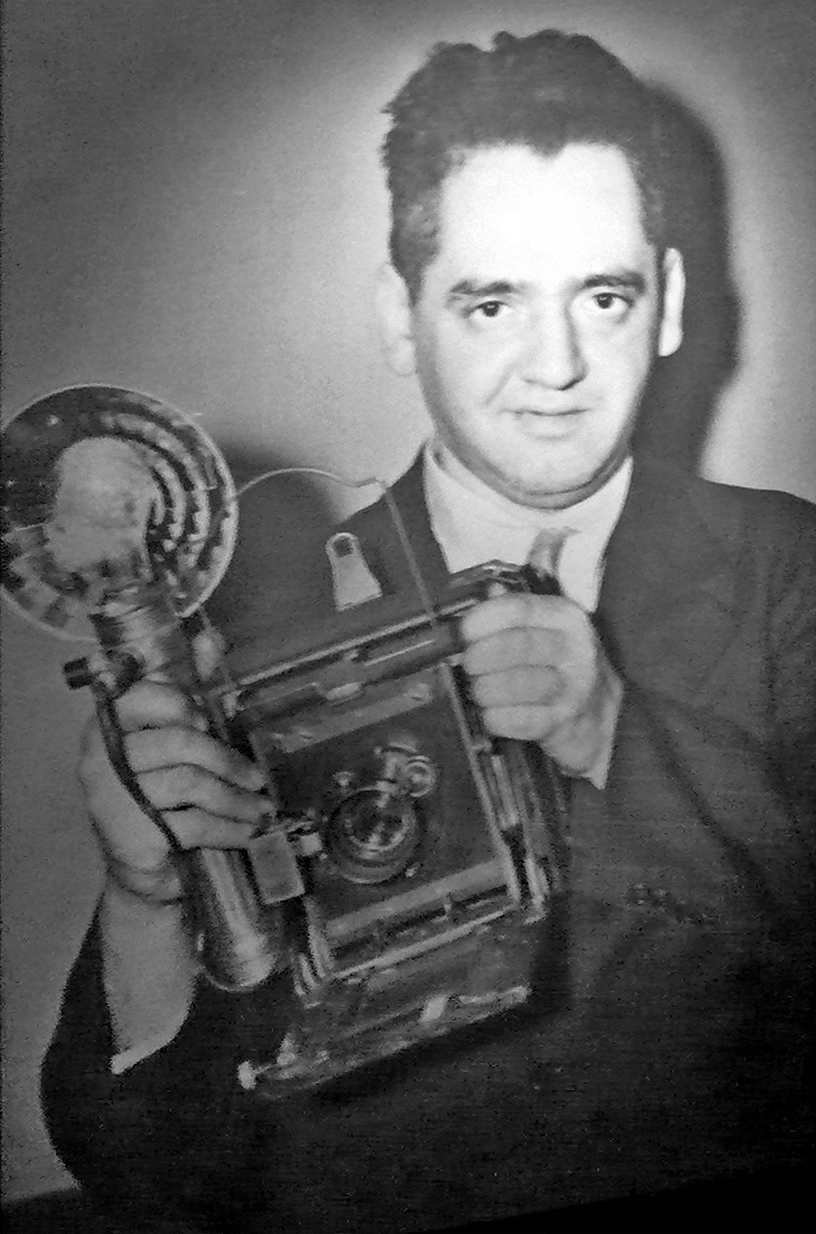
Weegee ca 1945.

Arthur Fellig (Zioczów, 12 de junho de 1899 – Nova Iorque, 26 de dezembro de 1968), mais conhecido pelo seu pseudônimo Weegee, foi um fotógrafo norte-americano. É conhecido por suas fotografias austeras em preto-e-branco de cenas do cotidiano metropolitano.
Trabalhou durante as décadas de 1930 e 1940 em Manhattan, Nova Iorque, como fotógrafo para jornais, criando um estilo que tornou-se popular por captar os avanços que estavam ocorrendo em Nova Iorque. Grande parte de sua obra retrata cenas realistas e duras da vida urbana, do crime, da ofensa e da morte. Publicou em vida livros de fotografia e também trabalhou no cinema, primeiro fazendo seus próprios curtas-metragens e depois colaborando com diretores como Jack Donohue e Stanley Kubrick.
A obra de Weegee é um importante legado para a fotografia, tendo inspirado o cenário fotográfico emergente da Nova Iorque dos anos de 1960, ao qual pertenciam, por exemplo, Diane Arbus e Peter Hujar.

## Biografia
Weegee nasceu Ascher (Usher) Fellig em Złoczów (atual Zolochiv, Ucrânia), perto de Lviv. Seu nome foi mudado para Arthur quando emigrou com sua família para Nova Iorque em 1909. Lá ele empregou-se em diversos trabalhos incomuns, incluindo o trabalho de fotógrafo itinerante e assistente de um fotógrafo comercial. Em 1924 foi contratado como técnico de quarto negro de fotografia pela Acne Newspictures (mais tarde United Press International). Abandonou entretanto o cargo em 1935 para tornar-se um fotógrafo freelancer. Comentando sua carreira inicial, Weegee disse:
No meu caso em particular, não esperei alguém me dar um trabalho ou algo do tipo, simplesmente fui e criei meu próprio trabalho – fotógrafo freelancer. E o que eu fiz, qualquer um pode fazer. O que fiz foi só isso: fui para a Sede da Polícia de Manhattan e por dois anos trabalhei lá sem um crachá policial ou qualquer tipo de credencial. Quando alguma história saía no teletipo da polícia, eu ia. A ideia era vender as fotografias para os jornais. Além disso, acabei construindo naturalmente uma espécie de história própria com algo de relevante.
Trabalhava à noite e competia com a polícia para ser o primeiro a chegar às cenas dos crimes, vendendo suas fotografias para tabloides e agências fotográficas. Suas fotografias, centrada nos arredores da sede policial de Manhattan, foram rapidamente publicadas no Herald Tribune, World-Telegram, Daily News, New York Post, New York Journal American, Sun e outros jornais.
Em 1957, após desenvolver diabete, mudou-se com Wilma Wilcox, uma assistente social Quaker que ele conheceu na década de 1940 e que acabou por cuidar dele e depois de seu espólio fotográfico. Viajou pela Europa até 1968, trabalhando para o Daily Mirror e em uma diversos projetos de fotografia, cinema, palestra e literatura. Em 26 de dezembro de 1968, Weegee morreu em Nova Iorque aos 69 anos de idade.

## Pseudônimo
O pseudônimo Weegee surgiu de um apelido que Fellig ganhou de si mesmo, da equipe da Acme Newspictures ou de um policial graças à sua rapidez em chegar às cenas dos crimes apenas poucos minutos depois de acontecerem crimes, incêndios ou outros emergências relatadas às autoridades, e que remete foneticamente ao tabuleiro ouija.
Outra versão afirma que o apelido vem de seu trabalho como assistente no quarto negro, conhecido como “squeegee boy” (em uma tradução literal, o garoto do rodo – uma referência ao modo de impressão das fotografias no quarto negro).

## Carreira fotográfica

### Técnica fotográfica
Apesar de ter conquistado reconhecimento pela naturalidade de suas fotografias, algumas, como O crítico (1943), que mostra a justaposição de grandes damas da sociedade de arminhos e tiaras e uma transeunte comum carrancuda na Metropolitan Opera, foram encenadas.
A maior parte de suas fotografias que popularizaram-se foi tirada com equipamentos básicos de fotografia jornalística e métodos da época, com uma câmera 4x5 Seepd Graphic predefinida em f/16 a 1/200 por segundo, com flashes e uma distância de foco definida de 3 metros. Weegee foi um fotógrafo autodidata sem educação formal de fotografia, e imprimia suas fotografias em um quarto negro feito em casa atrás de seu carro. Isso teve consequência direta na sua obra, que enfatizava a natureza da indústria jornalística e dava às imagens uma atmosfera de furo jornalístico. Apesar de Fellig tirar várias fotos de diversas cenas e pessoas, ele também sabia o que vendia mais:
...nomes geram manchetes. Há uma briga entre um casal bêbado na Terceira ou Nona Avenida da Vereda do Inferno, ninguém liga. É só uma briga de botequim. Mas se a sociedade presencia uma briga em um Cadillac na Avenida Park e seus nomes constam no Cadastro Social, isso sim cria manchetes e os jornais estão interessados nisso.

### Décadas de 1930 e 1940

O carimbo que Weegee usava para assinar suas fotografias.

Em 1938, Fellig era o único jornalista nova-iorquino com permissão para portar um rádio policial portátil de curta distância. Ele mantinha um quarto negro na traseira de seu carro, para agilizar a impressão de suas fotografias para serem vendidas aos jornais. Trabalhou principalmente em discotecas; ouvia atentamente as transmissões e muitas vezes era mais rápido do que a polícia para chegar aos locais de emergência.
Em 1943 cinco fotografias suas foram adquiridas pelo Museu de Arte Moderna e expostas na exposição Action Photography. Mais tarde ele foi incluído na exposição 50 Photographs by 50 Photographers, também do MoMA, organizado pelo fotógrafo Edward Steichen. Passou então a dar aula na universidade The New School e a trabalhar com publicidade e edição de revistas, incluindo a Life e a Vogue em 1945.
Naked City (1945) foi seu primeiro livro de fotografias. O produtor cinematográfico Mark Hellinge comprou de Weegee os direitos do título. Em 1948, a estética das técnicas de Weegee formaram o estilo para o filme de Hellinger The Naked City, baseado em um conto escrito por Malvin Wald sobre a investigação do assassinato de uma modelo em Nova Iorque. Wald foi nomeado para um Oscar pelo roteiro, co-escrito com o roteirista Albert Maltz. Mais tarde o título foi novamente usado em uma série policial dramática e na década de 1980 foi usado por uma banda, liderada pelo músico John Zorn.

### Décadas de 1950 e 1960
Em 1941 Weegee começou a fazer experimentos cinematográficos com uma câmera de 16 mm, trabalhando na indústria de Hollywood de 1946 ao começo da década de 1960 como ator e consultor. Trabalhou como consultor de efeitos especiais não-creditado e creditado ainda como fotógrafo no filme de 1964 de Stanley Kubrick Dr. Strangelove or: How I Learned to Stop Worrying and Love the Bomb. Seu acento foi uma das influências para o sotaque do personagem-título do filme, interpretado por Peter Sellers.
Nas década de 1950 e 1960, Weegee experimentou fotografias panorâmicas, distorções fotográficas e fotografia através de prismas. Usando uma lente de plástico, tirou uma fotografia famosa de Marilyn Monroe em que seu rosto é grotescamente distorcido, apesar de ainda estar reconhecível. Para o filme de 1950 The Yellow Cab Man, Weegee contribuiu em uma sequência em que o tráfico de automóveis é visualmente distorcido. É creditado por isso como Luigi na abertura do filme. Também viajou bastante pela Europa na década de 1960, onde fotografou nus. Em Londres tornou-se amigo do pornógrafo Harrison Marks e da modelo Pamela Green, a quem fotografou.
Em 1966, dois anos antes de sua morte, Weegee estrelou um filme próprio, Nudie Cutie, um pseudodocumentário do cinema apelativo sobre sua vida. Intitulado de The Imp’probable Mr. Wee Gee, mostra Fellig aparentemente apaixonando-se com uma manequim de vitrine, a partir de onde ele muda-se para Londres, antes de finalmente acabar em Paris, sempre buscando ou fotografando várias mulheres.

## Legado
Weegee é visto por alguns especialistas como um contraponto do fotógrafo húngaro Brassaï, que fotografou as cenas de rua de Paris à noite. Os temas de Weegee focando em nus, artistas de circo, aberrações e transeuntes foram mais tardes desenvolvidos por Diane Arbus no início da década de 1960.
Em 1980, a viúva de Weegee, Wilma Wilcox, junto com Sidney Kaplan, Aaron Rose e Larry Silver criaram o The Weegee Portfolio Inocorporated para revelar uma coleção exclusiva de fotografias de Weegee impressas dos negativo originais. Como herança, Wilma Wilcox doou todo o arquivo de Weegee – 16,000 fotografias e 7,000 negativos – para o Centro Internacional de Fotografia de Nova Iorque. Essa doação, feita em 1993, acabou por gerar diversas exposições e livros, incluindo Weegee’s World (1997), editado por Miles Barth, e Unknown Weegee (2006), editado por Cynthia Young. A primeira e grande exposição póstuma de Weegee foi a Weegee's World: Life, Death and the Human Drama, composta por 329 imagens exibidas em 1997.
Foi seguida pela exposição Weegee’s Trick Photography em 2002, onde mostravam-se diversas imagens distorcidas e caricatas, e em 2006 pela exposição Unknown Weegee, em que focou-se o início da carreira artística de Weegee, pouco depois das fotografias dos tabloides. Em 2012 o Centro Internacional de Fotografia abriu outra exposição, intitulada de Murder is my Business. Também em 2012 houve a exposição Weegee: The Naked City no Museu de Arte Multimídia, em Moscou. Em 2013, a autobiografia de Weegee, publicada originalmente em 1961 como Weegee by Weegee e há bastante tempo esgotada, foi reeditada sob o título de Weegee: The Autobiography.